# Internazionali Tennis Val Gardena Südtirol 2023 - Doppio
Il doppio del torneo di tennis professionistico Internazionali Tennis Val Gardena Südtirol 2023, facente parte della categoria Challenger 50 nell'ambito dell'ATP Challenger Tour 2023, si è giocato dal 23 al 29 ottobre ad Ortisei, in Italia.
Tra le sedici coppie di partecipanti erano presenti i detentori del titolo Denis Istomin e Evgenij Karlovskij e si sono ritirati prima dei quarti di finale.
In finale Andrew Paulson e Patrik Rikl hanno sconfitto Maximilian Neuchrist e Jakub Paul con il punteggio di 4–6, 7–6(7), [11–9].

## Teste di serie
1. Filip Bergevi /  Mick Veldheer (semifinale)
2. Daniel Cukierman /  Joshua Paris (semifinale)

1. Alexandru Jecan /  Volodymyr Uzhylovskyi (primo turno)
2. Maximilian Neuchrist /  Jakub Paul (finale)

## Wildcard
1. Andrea Arnaboldi /  Federico Arnaboldi (quarti di finale)

1. Peter Buldorini /  Lorenzo Carboni (primo turno)

## Tabellone

### Legenda
| - Q = Qualificato - WC = Wild card - LL = Lucky loser | - ALT = Alternate - SE = Special Exempt - PR = Protected Ranking | - w/o = Walkover - r = Ritirato - d = Squalificato |

|  | Primo turno | Primo turno                  | Primo turno                  | Primo turno | Primo turno |  |  | Quarti di finale | Quarti di finale        | Quarti di finale       | Quarti di finale       | Quarti di finale    |   |   | Semifinali | Semifinali                 | Semifinali           | Semifinali                      | Semifinali |    |     | Finale | Finale | Finale | Finale | Finale |  |
|  |             |                              |                              |             |             |  |  |                  |                         |                        |                        |                     |   |   |            |                            |                      |                                 |            |    |     |        |        |        |        |        |  |
|  | 1           | F Bergevi M Veldheer         | F Bergevi M Veldheer         | 6           | 7           |  |  |                  |                         |                        |                        |                     |   |   |            |                            |                      |                                 |            |    |     |        |        |        |        |        |  |
|  |             | M Geerts S Napolitano        | M Geerts S Napolitano        | 3           | 63          |  |  | 1                | F Bergevi M Veldheer    | 6                      | 64                     | [10]                |   |   |            |                            |                      |                                 |            |    |     |        |        |        |        |        |  |
|  |             | M Hermans R Nijboer          | 6                            | 2           | [2]         |  |  | WC               | A Arnaboldi F Arnaboldi | 1                      | 7                      | [5]                 |   |   |            |                            |                      |                                 |            |    |     |        |        |        |        |        |  |
|  | WC          | A Arnaboldi F Arnaboldi      | 4                            | 6           | [10]        |  |  |                  |                         |                        |                        |                     |   |   | 1          | F Bergevi M Veldheer       | F Bergevi M Veldheer | 2                               | 62         |    |     |        |        |        |        |        |  |
|  | 3           | A Jecan V Uzhylovskyi        | A Jecan V Uzhylovskyi        | 4           | 2           |  |  |                  |                         |                        | A Paulson P Rikl       | A Paulson P Rikl    | 6 | 7 |            |                            |                      |                                 |            |    |     |        |        |        |        |        |  |
|  |             | A Paulson P Rikl             | A Paulson P Rikl             | 6           | 6           |  |  |                  | A Paulson P Rikl        | A Paulson P Rikl       | 6                      | 6                   |   |   |            |                            |                      |                                 |            |    |     |        |        |        |        |        |  |
|  |             | G Ricca A Virgili            | G Ricca A Virgili            | 7           | 6           |  |  |                  | G Ricca A Virgili       | G Ricca A Virgili      | 1                      | 3                   |   |   |            |                            |                      |                                 |            |    |     |        |        |        |        |        |  |
|  |             | B Harris K Stevenson         | B Harris K Stevenson         | 5           | 4           |  |  |                  |                         |                        |                        |                     |   |   |            | Andrew Paulson Patrik Rikl | 4                    | 79                              | [11]       |    |     |        |        |        |        |        |  |
|  |             | M Kaśnikowski L Rottoli      | M Kaśnikowski L Rottoli      | 67          | 3           |  |  |                  |                         |                        |                        |                     |   |   |            |                            | 4                    | Maximilian Neuchrist Jakub Paul | 6          | 67 | [9] |        |        |        |        |        |  |
|  |             | E Benchetrit L Wessels       | E Benchetrit L Wessels       | 79          | 6           |  |  |                  | E Benchetrit L Wessels  | E Benchetrit L Wessels | 4                      | 61                  |   |   |            |                            |                      |                                 |            |    |     |        |        |        |        |        |  |
|  | WC          | P Buldorini L Carboni        | P Buldorini L Carboni        | 4           | 0           |  |  | 4                | M Neuchrist J Paul      | M Neuchrist J Paul     | 6                      | 7                   |   |   |            |                            |                      |                                 |            |    |     |        |        |        |        |        |  |
|  | 4           | M Neuchrist J Paul           | M Neuchrist J Paul           | 6           | 6           |  |  |                  |                         |                        |                        |                     |   |   | 4          | M Neuchrist J Paul         | M Neuchrist J Paul   | 6                               | 6          |    |     |        |        |        |        |        |  |
|  |             | D Istomin E Karlovskij       | 6                            | 0           | [10]        |  |  |                  |                         | 2                      | D Cukierman J Paris    | D Cukierman J Paris | 4 | 1 |            |                            |                      |                                 |            |    |     |        |        |        |        |        |  |
|  |             | S Walków K Żuk               | 4                            | 6           | [5]         |  |  |                  | D Istomin E Karlovskij  | D Istomin E Karlovskij | D Istomin E Karlovskij |                     |   |   |            |                            |                      |                                 |            |    |     |        |        |        |        |        |  |
|  |             | D Jordà Sanchis A Moro Cañas | D Jordà Sanchis A Moro Cañas | 4           | 5           |  |  | 2                | D Cukierman J Paris     | D Cukierman J Paris    | D Cukierman J Paris    | w/o                 |   |   |            |                            |                      |                                 |            |    |     |        |        |        |        |        |  |
|  | 2           | D Cukierman J Paris          | D Cukierman J Paris          | 6           | 7           |  |  |                  |                         |                        |                        |                     |   |   |            |                            |                      |                                 |            |    |     |        |        |        |        |        |  |